# Mundial Challenge de Atletismo
O Mundial Challenge de Atletismo (em inglês:IAAF World Challenge) é um circuito anual de atletismo organizado pela Associação Internacional de Federações de Atletismo (IAAF). 
Foi iniciado no ano de 2010, compreendendo o segundo nível (depois da Liga Diamante) ao longo da temporada e substituindo o Grand Prix de Atletismo.

## IWC Meetings  2016
| Meeting                                                 | Cidade         | País          |
| ------------------------------------------------------- | -------------- | ------------- |
| Melbourne Track Classic                                 | Melbourne      | Austrália     |
| Meeting Grand Prix IAAF de Dakar                        | Dakar          | Senegal       |
| Grande Prêmio Brasil Caixa de Atletismo                 | Rio de Janeiro | Brasil        |
| Golden Spike Ostrava                                    | Ostrava        | Chéquia       |
| Fanny Blankers-Koen Games                               | Hengelo        | Países Baixos |
| Meeting International Mohammed VI d'Athlétisme de Rabat | Rabat          | Marrocos      |
| Meeting de Atletismo Madrid                             | Madrid         | Espanha       |
| ISTAF                                                   | Berlin         | Alemanha      |
| Rieti IAAF Grand Prix                                   | Rieti          | Itália        |
| Hanzekovic Memorial                                     | Zagreb         | Croácia       |

## IWC Meetings Histórico
| Meeting                                                 | 2010 | 2011 | 2012 | 2013 | 2014 | 2015 | Years |
| ------------------------------------------------------- | ---- | ---- | ---- | ---- | ---- | ---- | ----- |
| Melbourne Track Classic                                 | X    | X    | X    | X    | X    | X    | 6     |
| Jamaica International Invitational                      |      | X    | X    | X    | X    | X    | 5     |
| Golden Grand Prix                                       |      | X    | X    | X    | X    | X    | 5     |
| Ponce Grand Prix                                        |      |      | X    | X    | X    |      | 3     |
| Colorful Daegu Pre-Championships                        | X    | X    | X    |      |      |      | 3     |
| Grande Prêmio Brasil Caixa de Atletismo                 | X    | X    | X    | X    | X    | X    | 6     |
| IAAF World Challenge Beijing                            |      |      |      | X    | X    | X    | 3     |
| Fanny Blankers-Koen Games                               | X    | X    | X    | X    | X    | X    | 6     |
| Meeting International Mohammed VI d'Athlétisme de Rabat | X    | X    | X    | X    | X    | X    | 6     |
| Moscow Challenge                                        |      |      | X    | X    | X    |      | 3     |
| Znamensky Memorial                                      | X    | X    |      |      |      |      | 2     |
| Meeting Grand Prix IAAF de Dakar                        | X    | X    |      | X    | X    | X    | 5     |
| Golden Spike Ostrava                                    | X    | X    | X    | X    | X    | X    | 6     |
| Meeting de Atletismo Madrid                             | X    | X    | X    | X    | X    | X    | 6     |
| ISTAF                                                   | X    | X    | X    | X    | X    | X    | 6     |
| Hanžeković Memorial                                     | X    | X    | X    | X    | X    | X    | 6     |
| Meeting de Rieti                                        | X    | X    | X    | X    | X    | X    | 6     |
| Osaka Grand Prix                                        | X    |      |      |      |      |      | 1     |